# Hotel Vítkov
Hotel Vítkov v Praze je ubytovací zařízení, které bylo vystavěno ve 30. letech 20. století. Nachází se na jihovýchodním nároží rušné křižovatky ulic Hartigova a Jana Želivského v místě zvaném Ohrada ve čtvrti Žižkov na Praze 3. Vstup do objektu je v ulici Hartigova č. 114.

## Historie
Architektonický návrh hotelu ze 30. let 20. století je kombinací prvků Bauhausu, modernismu a stylu art deco. Autorem byl Václav Drnec. Obdobná budova je i na protějším jihozápadním nároží křižovatky. 
V roce 2007 byla provedena celková rekonstrukce hotelu. Hotel nabízel celkem 96 jedno a dvoulůžkových pokojů.
Od roku 2024 byl objekt přeměněn z hotelu na tzv. colivingové byblení (s nabídkou asi 100 nájemních jednotek).